# Конфликт в Кабинде

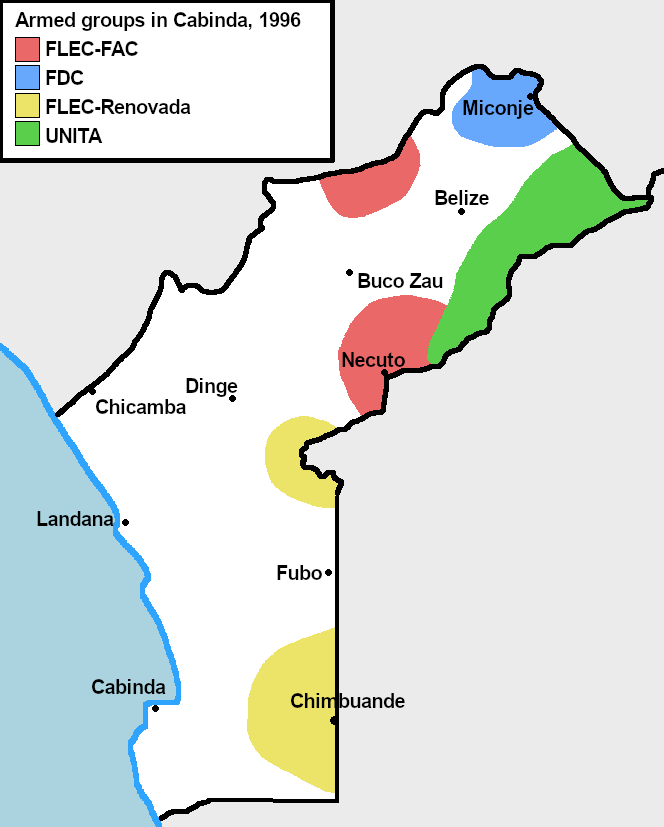
Территории Кабинды, находившиеся под контролем антиправительственных группировок в 1996 году

Конфликт в Кабинде — вооружённый конфликт на территории эксклавного региона Кабинда (в прошлом известного как Португальское Конго) между Анголой и Фронтом за освобождение анклава Кабинда (а в дальнейшем также правительством в изгнании самопровозглашённой Республики Кабинды). Конфликт начался после получения Анголой независимости в 1975 году и с разной степенью интенсивности продолжается по настоящее время.

## Предпосылки
Хотя португальские мореплаватели впервые появились в районе Кабинды в конце XV века, до 1885 года этот регион сохранял формальную независимость, и на его территории располагались различные туземные государства. В 1885 году Симуламбукский договор между Португалией и африканским королевством Нгойо завершил собой серию договоров между африканскими королевствами и Португалией, передающих их территории под протекторат Португалии. С 1900 года этот протекторат был известен как Португальское Конго. В 1933 году конституция португальского Нового государства подтвердила статус как Кабинды, так и соседней Анголы как отдельных частей Португалии. Однако в 1956 году было произведено слияние колониальных администраций Анголы и Кабинды.
В 1960 году было основано Освободительное движение за государство Кабинда (порт. Movimento para a Libertação do Enclave de Cabinda, MLEC), а в 1963 году ещё две организации, ставивших перед собой те же цели — Комитет национального действия народа Кабинды (порт. Comité de Acção da União Nacional de Cabinda, CAUNC) и Национальный альянс Майомбе (порт. Aliança Nacional Mayombe, ALLIAMA). Вскоре после этого две новых группы объединились с MLEC в единый Фронт за освобождение анклава Кабинда (ФЛЕК; порт. Frente para a Libertação do Enclave de Cabinda, FLEC). Провозглашение создания Фронта состоялось в Пуэнт-Нуаре (Республика Конго).
В 1964 году Кабинда стала членом Организации африканского единства как 39-е африканское государство, которому предстоит пройти деколонизацию. В 1974 году португальские власти дали разрешение на размещение структур ФЛЕК на территории Кабинды. 1 августа того же года правительство Антониу Спинолы в Португалии объявило о намерении провести в Кабинде референдум о самоопределении. Однако последовавшая вскоре смена власти в Португалии положила конец этим планам, и уже в январе 1975 года правительство Португалии и три ангольских военизированных организации (как «единственные законные представители народа Анголы») подписали Алворские соглашения, в которых Кабинда провозглашалась неотъемлемой частью Анголы. 11 ноября 1975 года, в день провозглашения независимости Анголы, в Кабинду через Пуэнт-Нуар были введены вооружённые отряды организации Народное движение за освобождение Анголы — Партия труда (МПЛА), представлявшей собой основную военную силу в Анголе. Согласно сайту GlobalSecurity.org, МПЛА получила деньги от энергетической корпорации Chevron с тем, чтобы установить контроль над богатыми нефтяными месторождениями Кабинды. Сотрудничество между Chevron и правительством Анголы продолжается до настоящего времени; в день государственное предприятие Sonangol добывает на месторождениях Кабинды почти миллион баррелей нефти, обеспечивая большую часть валового национального продукта Анголы.

## Ход конфликта
После установления военного контроля Анголы в Кабинде из региона начался массовый исход населения (количество беженцев в соседних Республике Конго и Демократической Республике Конго (Заире), по оценкам сайта GlobalSecurity.org, составляет 950 тысяч человек). К концу 1990-х годов на территории Демократической республики Конго располагались пять лагерей беженцев из Кабинды, на территории Республики Конго — четыре. ФЛЕК, не признавший военную оккупацию Кабинды, десятилетиями ведёт партизанскую войну низкой интенсивности, используя базы на территории этих двух стран. Возглавлявший Республику Конго с 1992 по 1997 год Паскаль Лиссуба поддерживал ФЛЕК и идею независимости Кабинды, что в октябре 1997 года привело к вторжению войск Анголы на территорию Республики Конго и захвату ими Пуэнт-Нуара, где располагались отделения ФЛЕК. Под контролем националистической военизированной организации ФЛЕК-ФАК (порт. Forças Armadas de Cabinda, FLEC-FAC), возникшей в результате раскола во ФЛЕК, находится также обширный лес Майомбе, на территории которого укрываются ещё примерно 40 тысяч беженцев. Конфликт временами перемещался и на территорию самой Анголы: так, в 1981 году шесть боевиков ФЛЕК были приговорены ангольским судом к смерти за взрывы стратегических экономических объектов, школ и больниц в Анголе. В середине 1990-х годов ФЛЕК был союзником ангольской антиправительственной организации УНИТА, ведшей действия на территории Анголы с опорой на базы в Кабинде.
С начала 1990-х годов руководство Анголы демонстрирует готовность к переговорам с представителями ФЛЕК о прекращении боевых действий и присоединении к управлению регионом. В 1995 году представитель Анголы в ООН посетил лагерь беженцев Конди-Мбака в Демократической Республике Конго и в ходе этого визита выступил с призывом к лидерам освободительных движений Кабинды выработать единую платформу и утвердить посредника, уполномоченного на переговоры с Анголой. Тем не менее боевые действия продолжались и после этого, в частности, в нарушение подписанных в мае 1996 и августе 2006 годов перемирий. В начале 2000-х годов как ФЛЕК-ФАК, так и обычно не прибегающая к силовым методам фракция ФЛЕК-Реновада организовывали захваты заложников в Кабинде. После этого 30-тысячный военный контингент вооружённых сил Анголы начал крупномасштабную операцию против сепаратистов, в ходе которой были захвачены несколько опорных пунктов ФЛЕК-ФАК и ФЛЕК-Реновада, а также допущены многочисленные нарушения прав человека, перечисленные в 20-страничном отчёте ангольских правозащитников. В 2004 году правительство Анголы запретило деятельность в Кабинде местной правозащитной организации «Мпалабанда», обвинив её в подстрекательстве к насилию. В 2010 году международное внимание было привлечено к конфликту в Кабинде, когда на её территории боевиками ФЛЕК был обстрелян автобус, перевозивший футбольную сборную Того накануне матча проводимого в Анголе Кубка африканских наций. В результате обстрела погибли два члена команды и водитель автобуса, а сборная Того снялась с соревнований.

## Комментарии
1. 1 2 3 4 5 6  Организация находится в конфликте со всеми остальными сепаратистскими группировками, сотрудничество между ними ситуационно[2]
2. ↑  По некоторым данным, бездействует на протяжении всего конфликта[2]